# ان‌جی‌سی ۴۷
ان‌جی‌سی ۴۷ (به انگلیسی: NGC 47) یک کهکشان مارپیچی با قدر ظاهری ۱۳ است که در صورت فلکی نهنگ قرار دارد.